# 352
Évszázadok: 3. század – 4. század – 5. század
Évtizedek: 300-as évek – 310-es évek – 320-as évek – 330-as évek – 340-es évek – 350-es évek – 360-as évek – 370-es évek – 380-as évek – 390-es évek – 400-as évek
Évek: 347 – 348 – 349 – 350 –  351 – 352 – 353 – 354 – 355 – 356 – 357

## Események

### Római Birodalom
- Nyugaton Magnus Decentius Caesart és Paulust, keleten II. Constantius császárt és Constantius Gallus caesart választják consulnak.
- Hadseregének újjászervezése után II. Constantius benyomul Itáliába és az év végére eléri Mediolanumot (Milánót). Magnentius nem vállalja a harcot, visszavonul Galliába.
- A római polgárháborút kihasználva a frankok és alemannok átkelnek a Rajnán és Mosel folyóig mintegy 40 határmenti települést a hatalmukba kerítenek.
- Constantius Gallus lovassági parancsnoka, Ursicinus leveri a zsidók lázadását. A felkelés kiindulópontját, Diocesareát földig romboltatja, két másik város, Diopolis és Tiberias is majdnem megsemmisül; eközben több ezer zsidót mészárolnak le.
- Meghal I. Iulius pápa, akinek hivatali ideje az arianizmus elleni harc jegyében telt. Utódja Libériusz.[1]

### Kína
- A hszienpejek legyőzik, elfogják és kivégzik Zsan Vej (korábban Kései Csao) állam királyát, Zsan Mint. Ezzel az állam megszűnik létezni, nyugati felén a Korai Csin állam alakul meg, az északit a hszianpejek, a délit a Csin-dinasztia annektálja.

## Halálozások
- április 12. – I. Gyula pápa[1]
- Zsan Min, a kínai Zsan Vej állam királya

## Fordítás
- Ez a szócikk részben vagy egészben  a(z)   352 című angol Wikipédia-szócikk ezen változatának fordításán alapul.  Az eredeti cikk szerkesztőit annak laptörténete sorolja fel. Ez a jelzés csupán a megfogalmazás eredetét és a szerzői jogokat jelzi, nem szolgál a cikkben szereplő információk forrásmegjelöléseként.